# Ро Льва
Ро Льва (ρ Leo, 47 Leonis) — голубой сверхгигант в созвездии Льва. Иногда применяют историческое название Шир, которое происходит от персидского и обозначает лев.
Ро Льва окружена облаком межзвёздной пыли, которая ослабляет видимый блеск, примерно на 0,19m. Ро Льва A имеет переменность типа Альфа Лебедя и её видимая величина меняется по непредсказуемому закону на 0,07m в результате пульсаций гиганта. Обладая массой более 20 солнечных Ро Льва A является отличным кандидатом в сверхновые. Эта катастрофа может случиться через несколько млн. лет.
На угловом расстоянии 0,1 угловых секунд, находится компаньон Ро Льва B, который имеет видимую звёздную величину +4,8m. О нём ничего неизвестно, кроме того, что он тоже весьма массивен и учитывая угловое расстояние, ему требуется не больше года, чтобы совершить один оборот вокруг Ро Льва A.